# 月升号
月升号（MoonRise）是一项探索月球南极的无人任务概念，它曾于2017年竞标美国宇航局第4次新疆界计划任务，但未被选中。一旦美国宇航局给予该任务另一次拨款和发射机会，它将致力于探测月球背面南极与南纬16°艾特肯环形山之间巨大的南极-艾特肯盆地（SPA盆地）。该盆地直径约2500 公里（1600英里），深约12公里（7.5英里），这一区域是月球上最古老和最深邃的可观测撞击盆地，为深入了解月球地壳及其地质史提供了一个窗口，该盆地也是太阳系公认的最大撞击构造之一。
“月升号”没能入选第三次新疆界計畫，它输给了奥西里斯-雷克斯 (OSIRIS-REx)小行星采样返回任务，而在2017年第四次新疆界計畫任务选拨中，又再度落选。

## 科学目标
“月升号”主要有以下目标：
- 测定南极–艾特肯盆地的撞击年表；
- 研究与形成大型撞击盆地有关的变化过程；

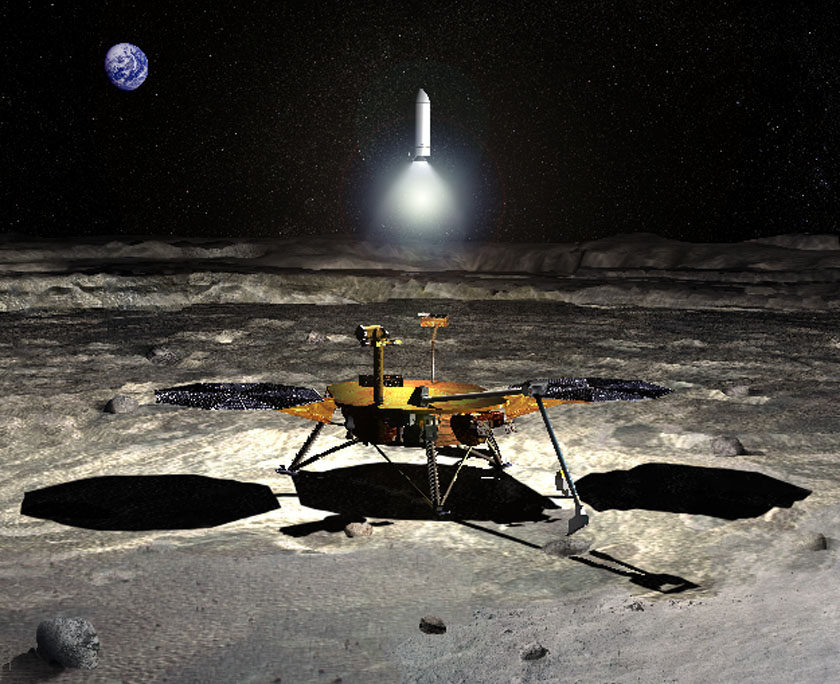
艾特肯盆地取样返回船可能的结构

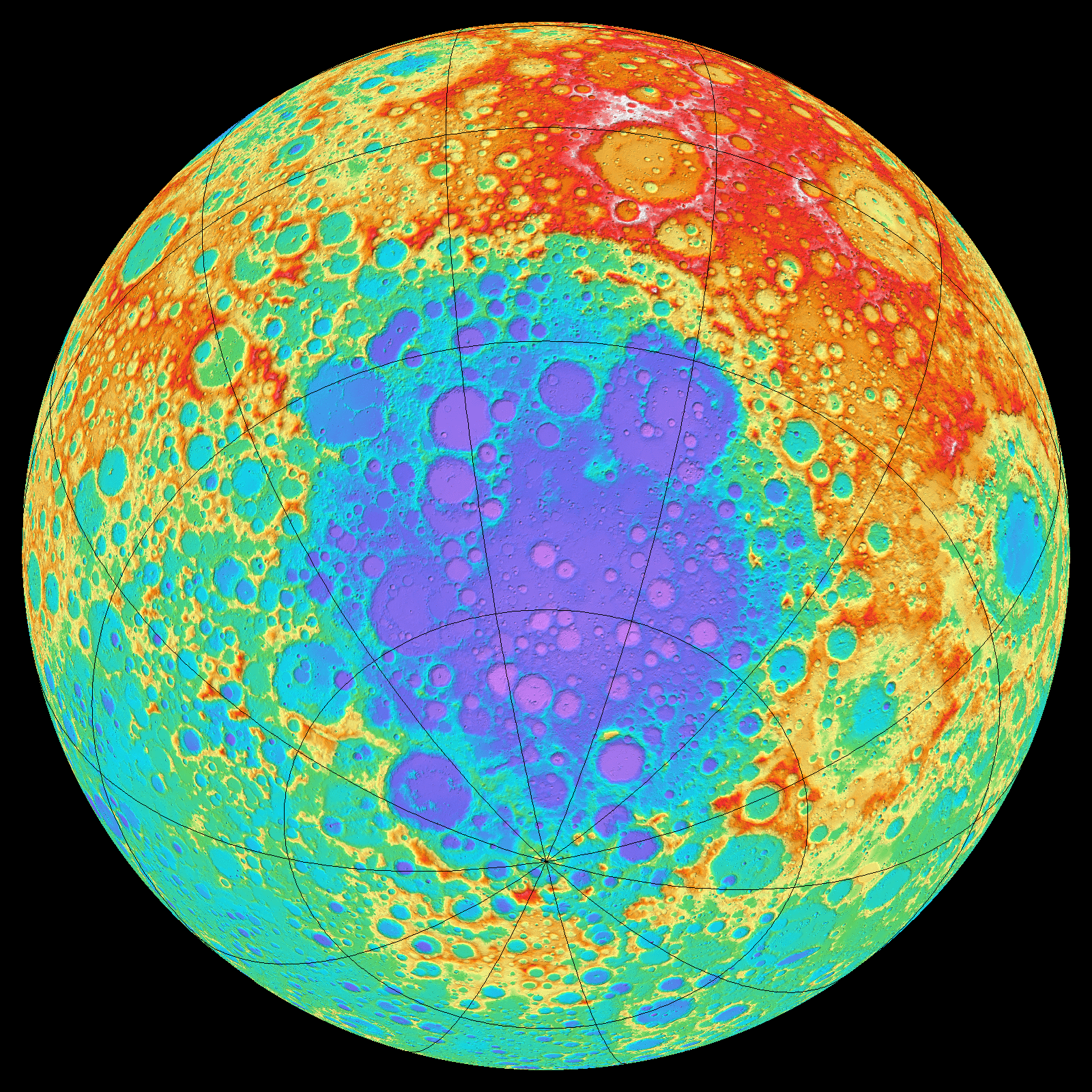
南极–艾特肯盆地

- 调查来自地壳深处发掘出的材料，可能为南极–艾特肯盆地内的月球地幔；
- 测定岩石类型、钍元素的分布以及对月球热量演化的影响
- 采样和分析玄武岩和火山玻璃，它们记录了南极–艾特肯盆地下面月球背面地幔的成分及化学演变。

## 未来展望
“月升号”已收到新疆界计划的A阶段拨款，是2010年获得330万美元资助以进一步开发最终中标项目的三个竞选方案之一，而最终执行的将会是一项于2010年代末发射的6.5亿美元任务。三项进入半决赛的竞选提案分别是“月升号”、奥西里斯-雷克斯 (OSIRIS-REx)采样返回任务和金星实地探测器任务。
尽管“月升号”在2011年选拨中落败于奥西里斯-雷克斯 (OSIRIS-REx)，但南极-艾特肯盆地采样返回任务仍然属于2013-2022年“行星科学十年调查”所推荐的未来新疆界任务的一部分，而且美国宇航局的行星科学部门也表示支持十年调查的建议。